# Marmoré
Vous lisez un « bon article » labellisé en 2019.
Robe du cheval
Le marmoré  (anglais : varnish roan) est une robe du cheval caractérisée par un envahissement évolutif de poils blancs, le cheval marmoré conservant des poils foncés sur les parties osseuses de son corps, en plus des petites taches colorées rondes typiques. La présence de poils colorés répartis en forme de « V » sur la tête, vue de face, est typique. Cette robe se rattache génétiquement au complexe léopard, dont elle constitue l'une des expressions phénotypiques, avec les autres formes capé, léopard, givré, flocon de neige, marbré et few spots.
Le marmoré se rencontre logiquement chez les races de chevaux et poneys exprimant le complexe léopard, telles que l'Appaloosa, le Noriker, le Knabstrup, le Feliński et le poney des Amériques.
Cette robe à dominance incomplète dépend, comme toutes les autres expressions du complexe léopard (LP), d'un simple gène situé sur le chromosome 1 du cheval (ECA1), impliquant une perte de synthèse des pigments au fur et à mesure que l'animal prend de l'âge. Les chevaux marmorés sont toujours hétérozygotes LPLP. Contrairement aux formes homozygotes du complexe léopard, le marmoré n'est associé à aucun problème de santé connu chez le cheval.

## Terminologie
« Marmoré » (du latin marmor, « marbre ») est le nom proposé par l'Institut français du cheval et de l'équitation et l'Institut belge du cheval pour désigner la robe de ces chevaux. En 2002, l'auteur du Dictionnaire multilingue du cheval Jean-Claude Boulet avait proposé la traduction « marbré », mais celle-ci n'a pas été adoptée dans les sources officielles en français.
Le nom en anglais varnish roan se rencontre souvent : ce dernier a été proposé dès 1983, par le Dr Dan Phillip Sponenberg. Un terme équivalent en anglais est marble (marbré),.
Dans l'ouvrage de référence Equine Genomics, Samantha Brooks et Rebecca R. Bellone désignent cette robe particulière comme un « rouannage progressif du complexe léopard », également nommé varnish roan. Il ne faut pas confondre varnish roan avec les varnish marks, décrites comme de petits cercles pâles autour de chaque tache de couleur d'un cheval tacheté léopard.
Le nom de cette robe en allemand est mamorscheck.

## Description

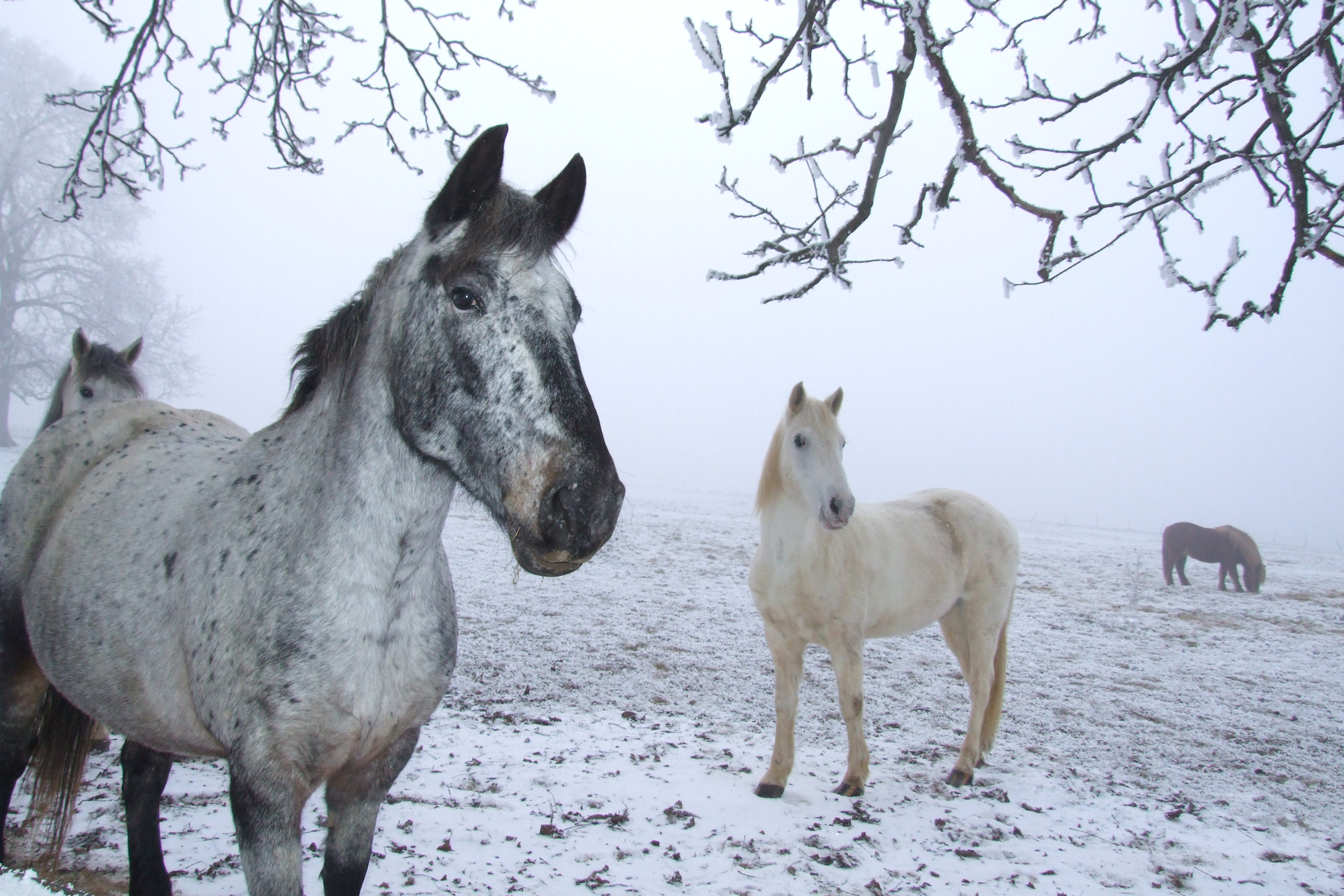
Cheval marmoré sur base bai-brun.

Le marmoré est une robe tachetée qui se caractérise par un envahissement de poils blancs chez le cheval, lequel devient au fil du temps presque blanc d'apparence, sauf au niveau des articulations et de la hanche, où des poils de la couleur de robe de naissance restent visibles,. La présence d'une marque colorée en forme de V sur le nez du cheval est caractéristique, en raison de la coloration foncée des apophyses zygomatiques.
Certaines parties du corps blanchissent en premier, typiquement la croupe, le dos, et les parties inférieures du front et de l'encolure. Les parties osseuses du cheval restent colorées. L’extension des poils blancs d'un marmoré est variable d'un cheval  à un autre,, allant de quelques poils à une robe quasiment toute blanche. Comme tous les chevaux rattachés au complexe léopard, les marmorés ont une peau marbrée, et la sclérotique de l’œil apparente.
Il est possible que de petites taches de couleur foncée restent dans la robe hors des parties osseuses, donnant un aspect proche du gris truité avec des taches de plus grande taille, particularité nommée speckled en anglais. Il arrive aussi que la robe marmorée donne l'apparence de rayures verticales, proche visuellement du bringé, sans rapports avec la combinaison génétique de cette dernière robe.

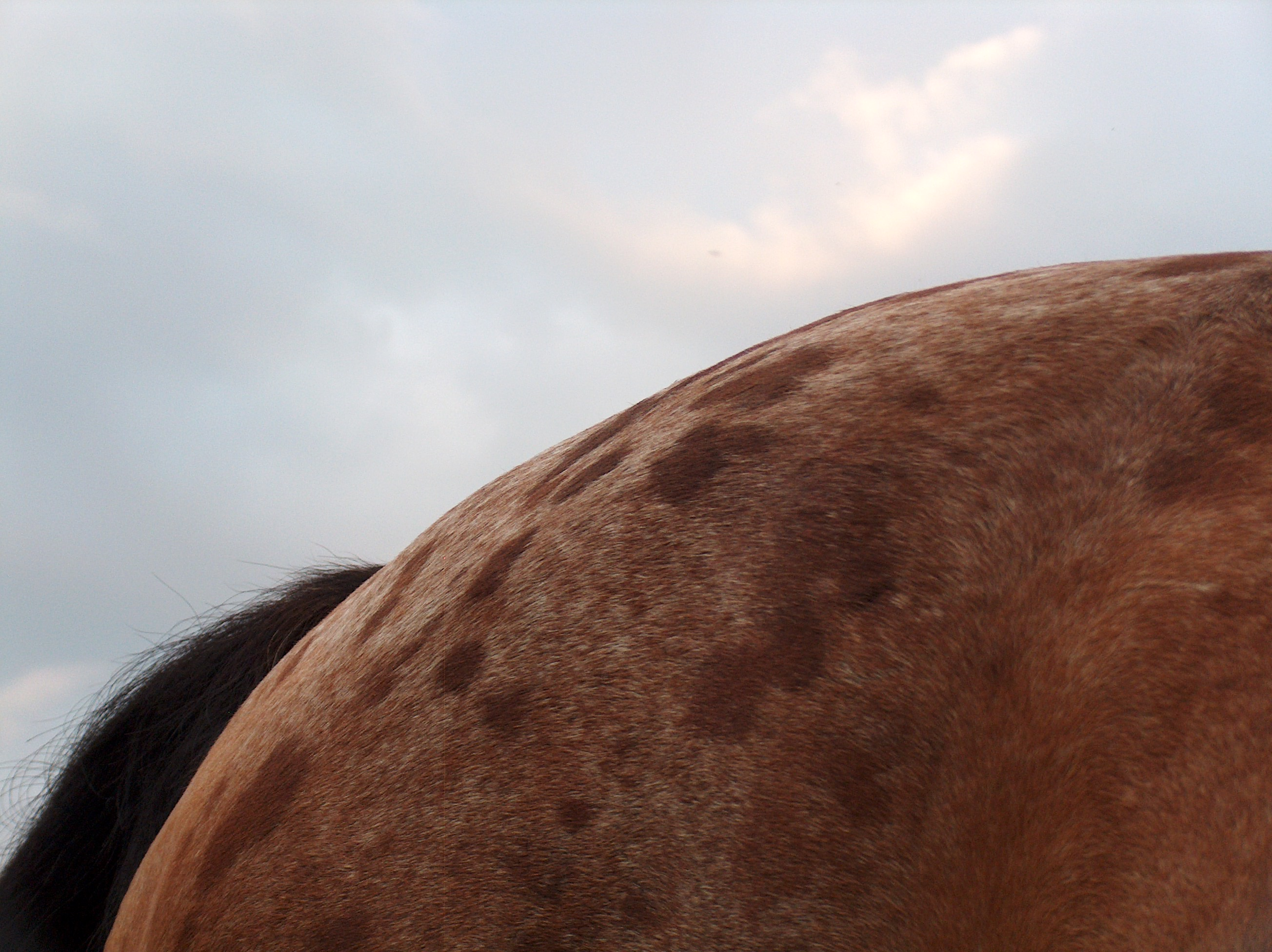
Croupe d'un jeune cheval finlandais bai marmoré, en début de processus de blanchissement.
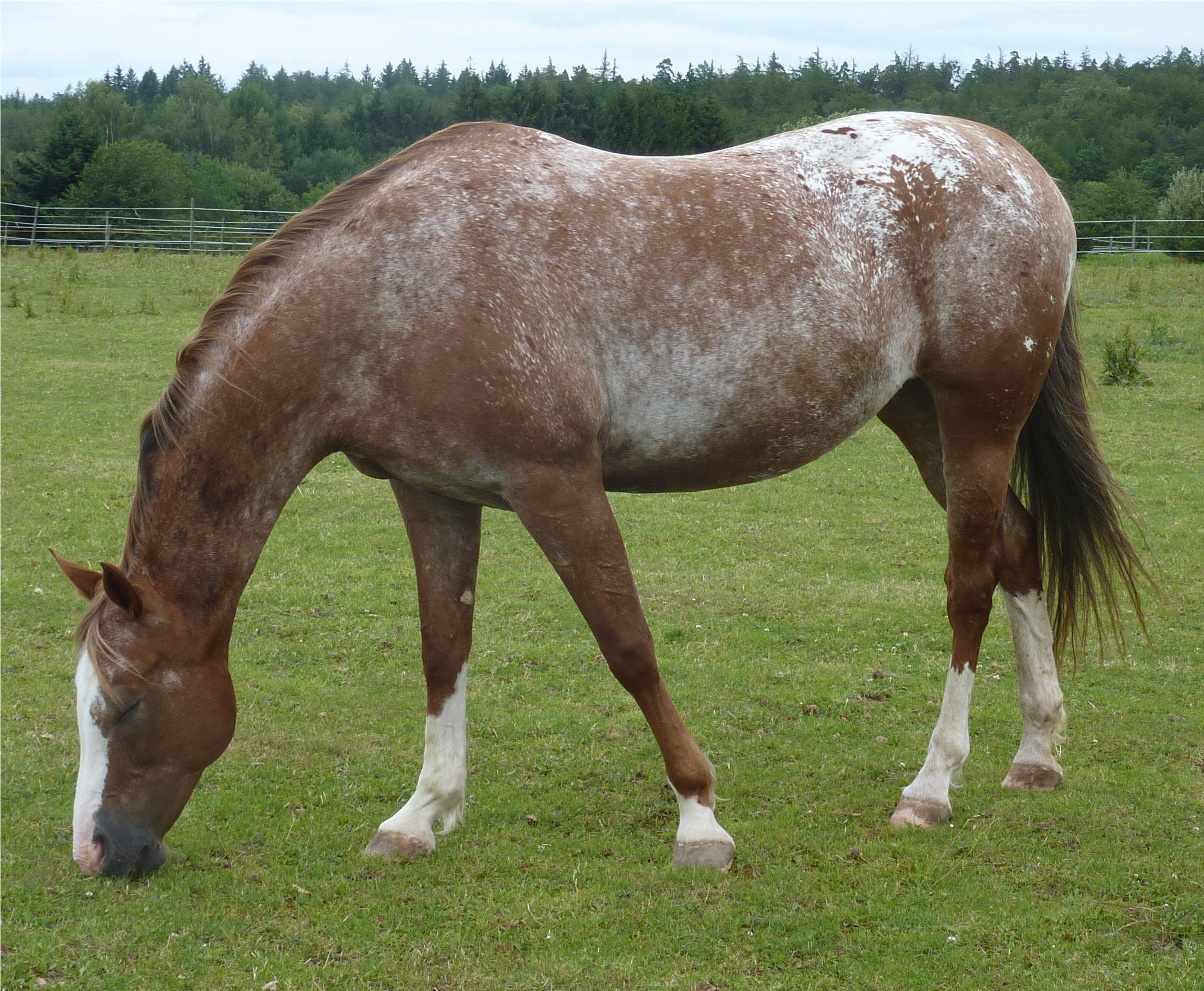
Alezan marmoré.
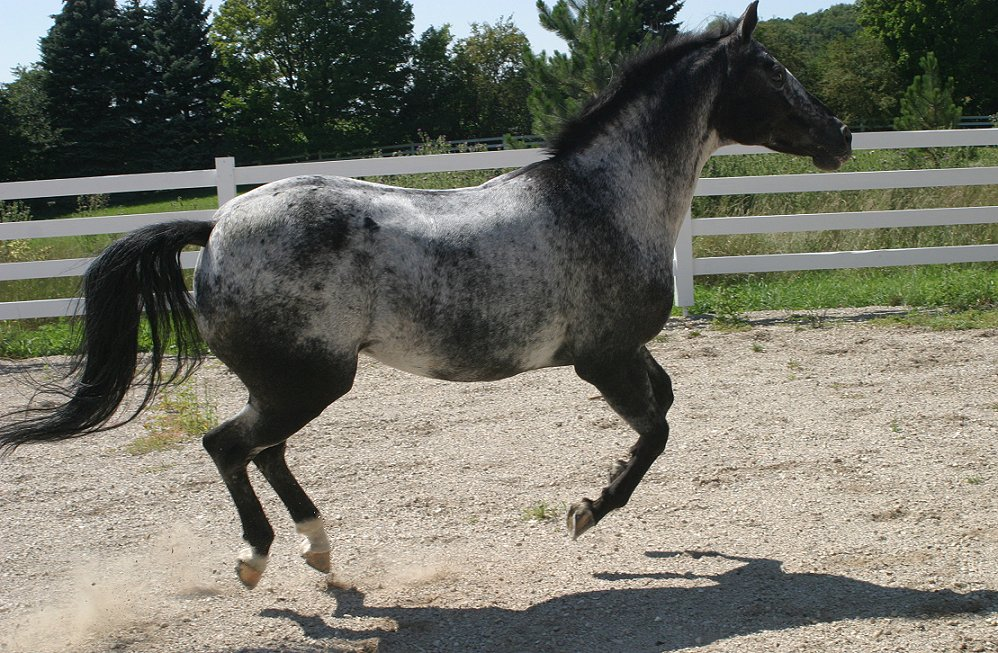
Noir marmoré.
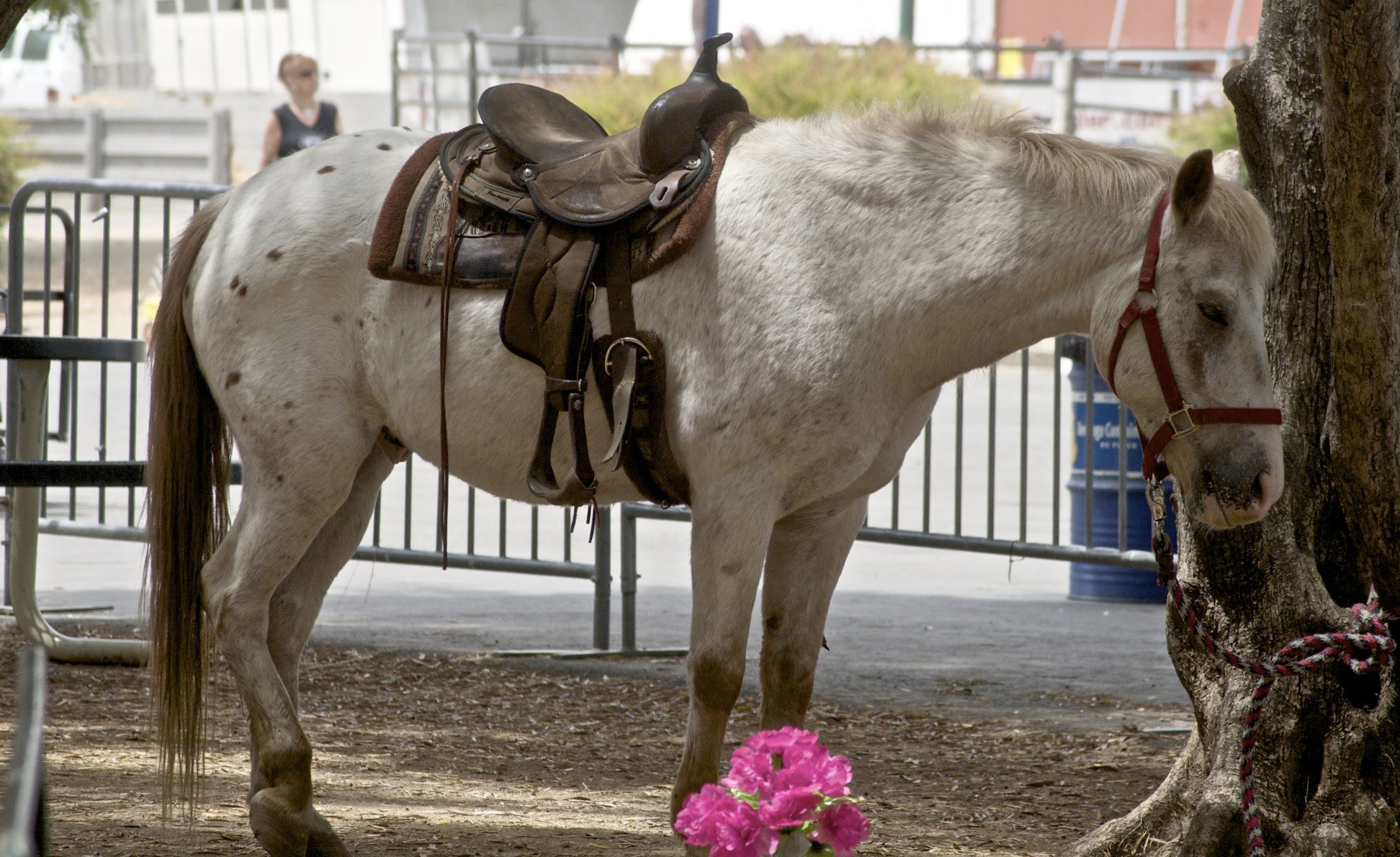
Poney des Amériques en fin de processus de blanchissement.

### Combinaisons avec d'autres robes à poils blancs
Il arrive exceptionnellement que la forme marmorée se combine à la forme capée du complexe léopard, auquel cas la présence de poils foncés au bas des membres permet de reconnaître le marmoré. D'après Dan P. Sponenberg, il peut aussi arriver que le marmoré se développe sur un cheval ayant déjà une robe rouan. Une étude polonaise chez les poneys de race Feliński atteste l'existence d'une combinaison entre le pie tobiano et le marmoré, donnant une robe plus claire que chez un marmoré classique.

## Fréquence

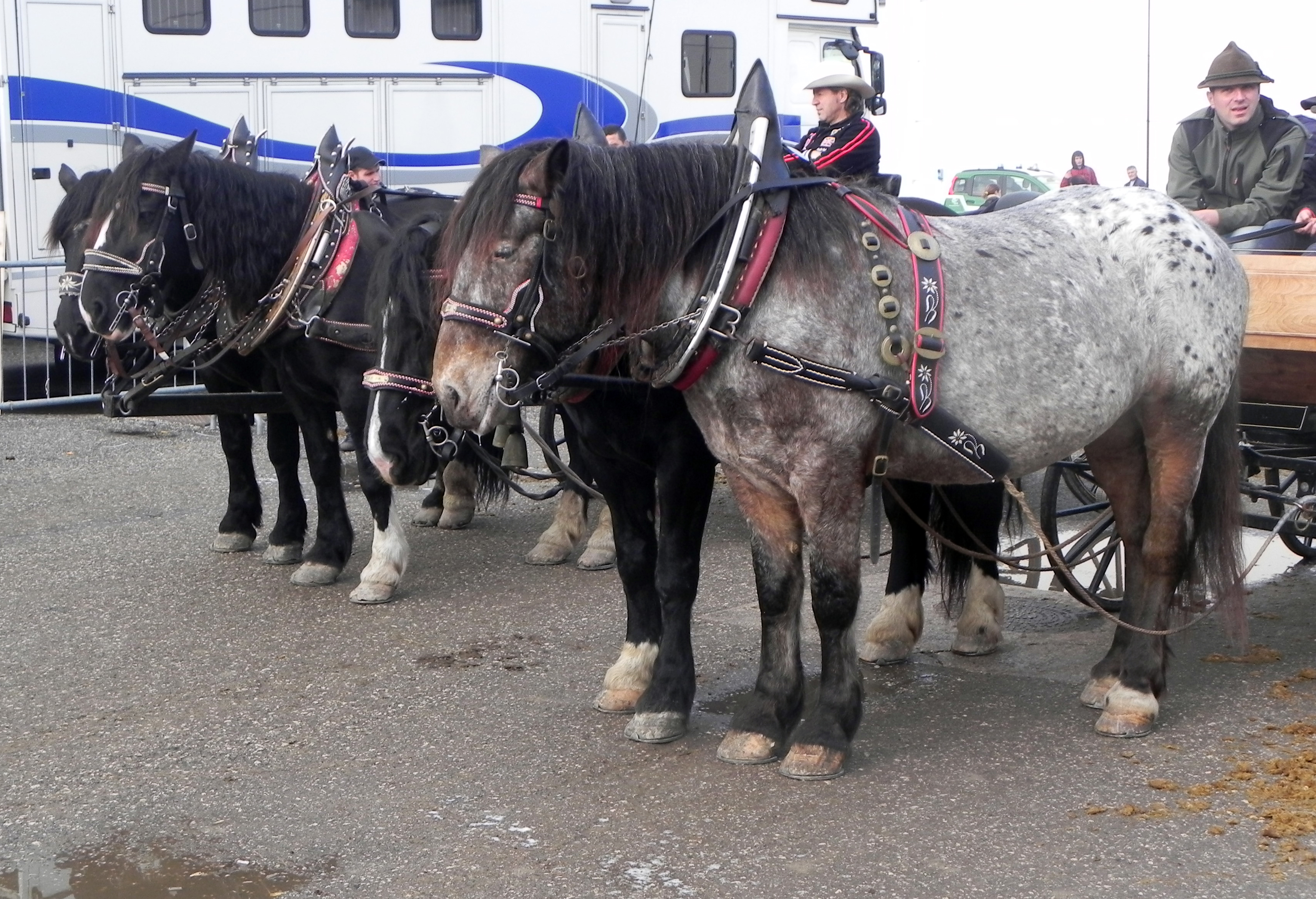
Cheval Noriker marmoré.

Le marmoré étant rattaché au complexe léopard, il se retrouve chez toutes les races chez lesquelles ce gène de robe a été identifié, notamment le Knabstrup danois et le Noriker autrichien, ainsi qu'un grand nombre de races de poneys de par le monde. Il est ainsi identifié chez le poney Feliński de Pologne, et le poney des Amériques.
Parmi les races de chevaux originaires du continent américain, la robe marmorée se rencontre chez l'Appaloosa,, et est représentée chez l'une des juments fondatrices de la race de croisement AraAppaloosa. Elle existe aussi chez les chevaux du registre American indian horse. Le rare Choctaw peut l'arborer.

## Confusions
Le marmoré peut se confondre visuellement avec d'autres robes génétiquement identifiées, le gris (grisonnement), les formes de rouan, et le phénotype sabino, mais un examen attentif du cheval et de ses ascendants permet de les différencier,. Le marmoré se distingue du rouan et du sabino par son aspect évolutif et sa répartition, les poils blancs n'étant pas présents à la naissance, et n'affectant généralement pas le bas des membres du cheval,,. Il se différencie du grisonnement, une autre robe évolutive, par le fait que les parties osseuses du cheval marmoré restent colorées.

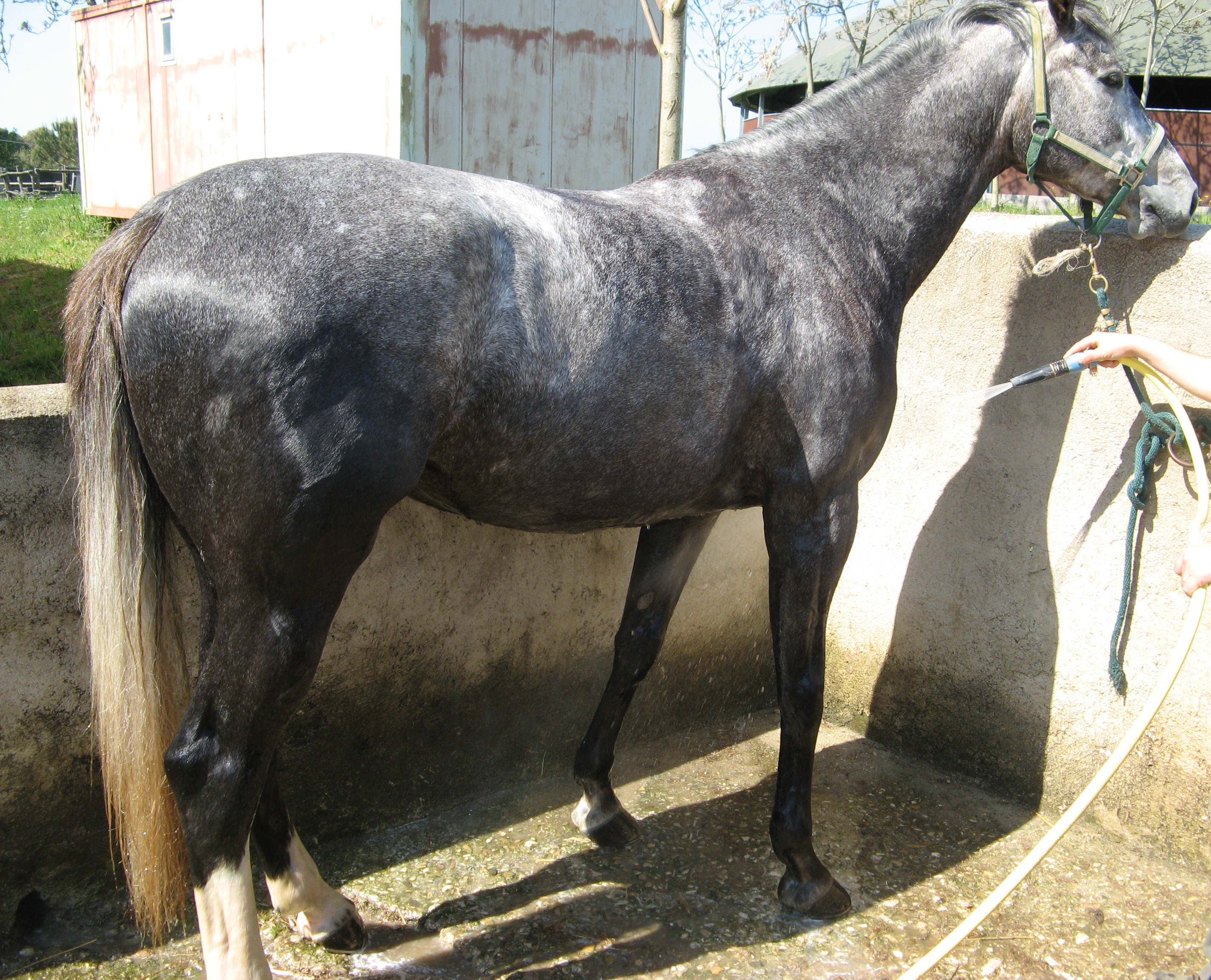
Grisonnement (évolutif, les parties osseuses blanchissent aussi).
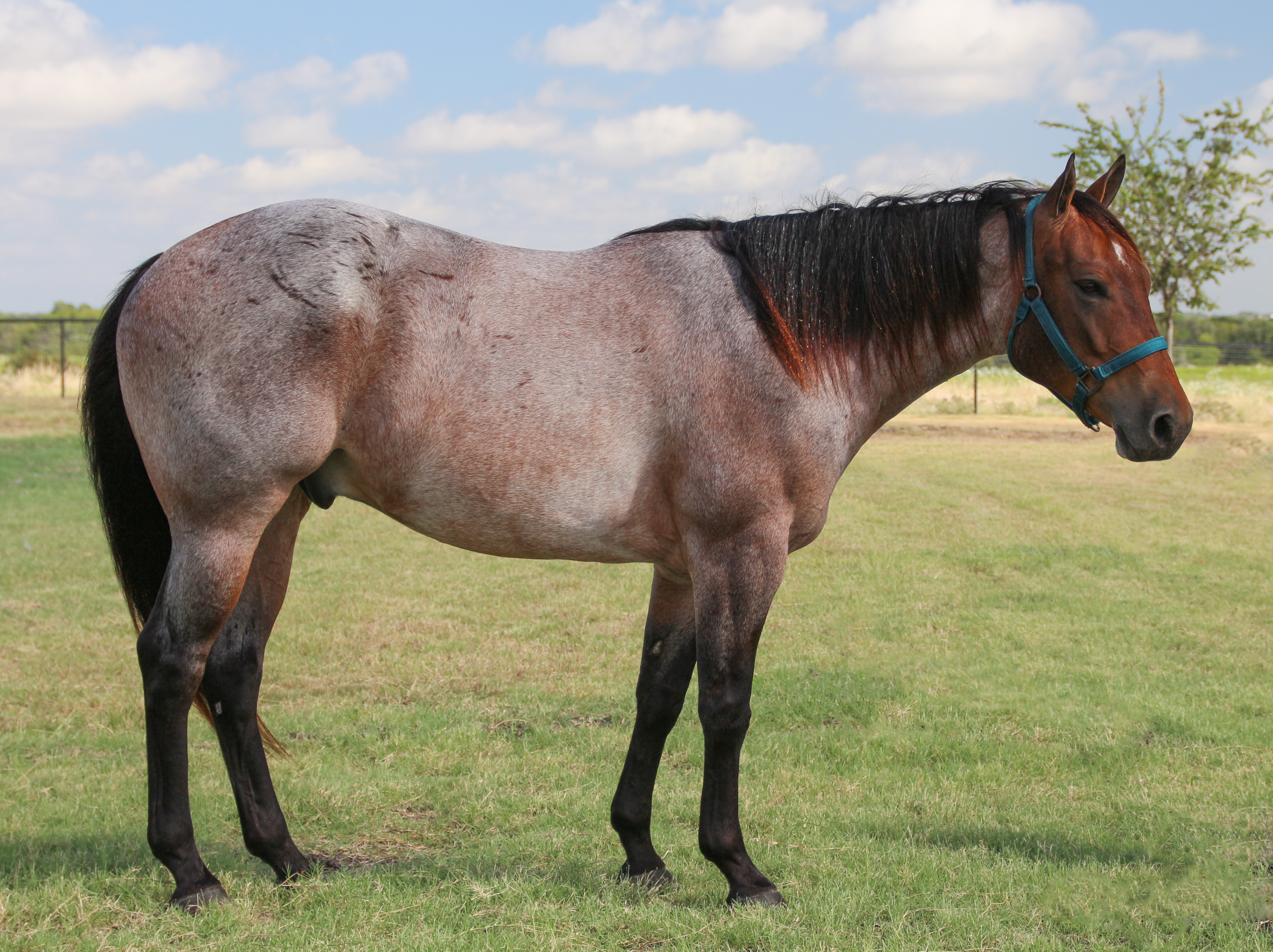
Rouan (non-évolutif).
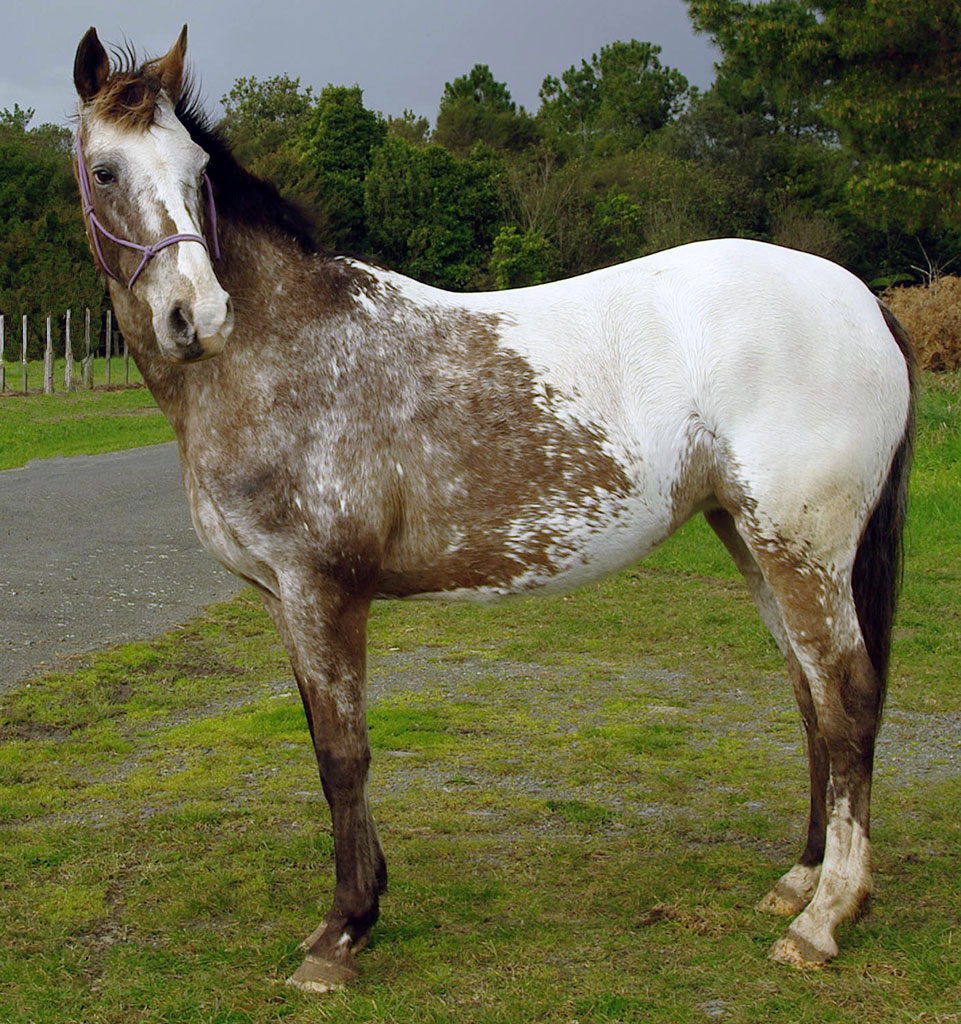
Capé (non-évolutif).
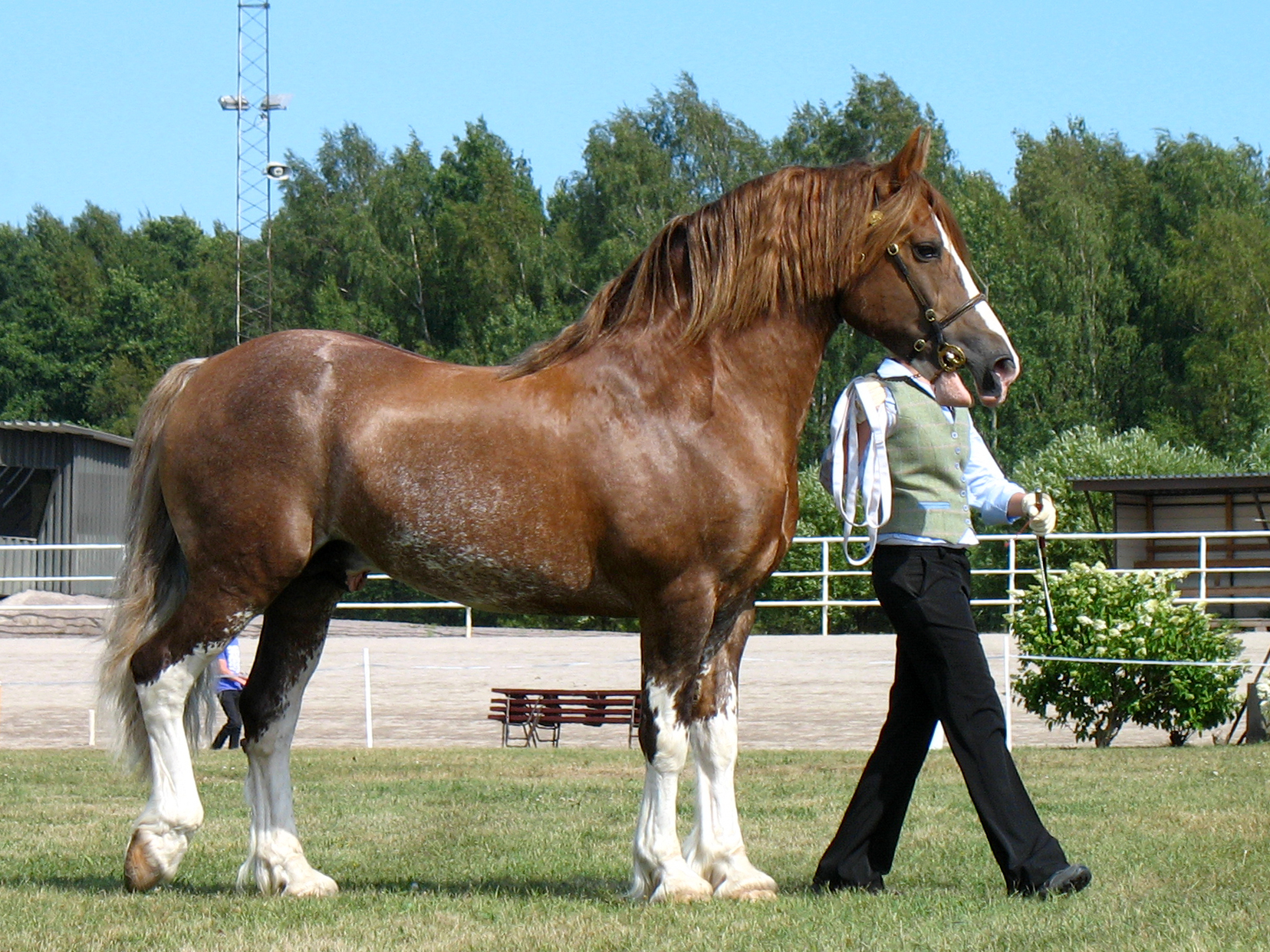
Sabino (non-évolutif).
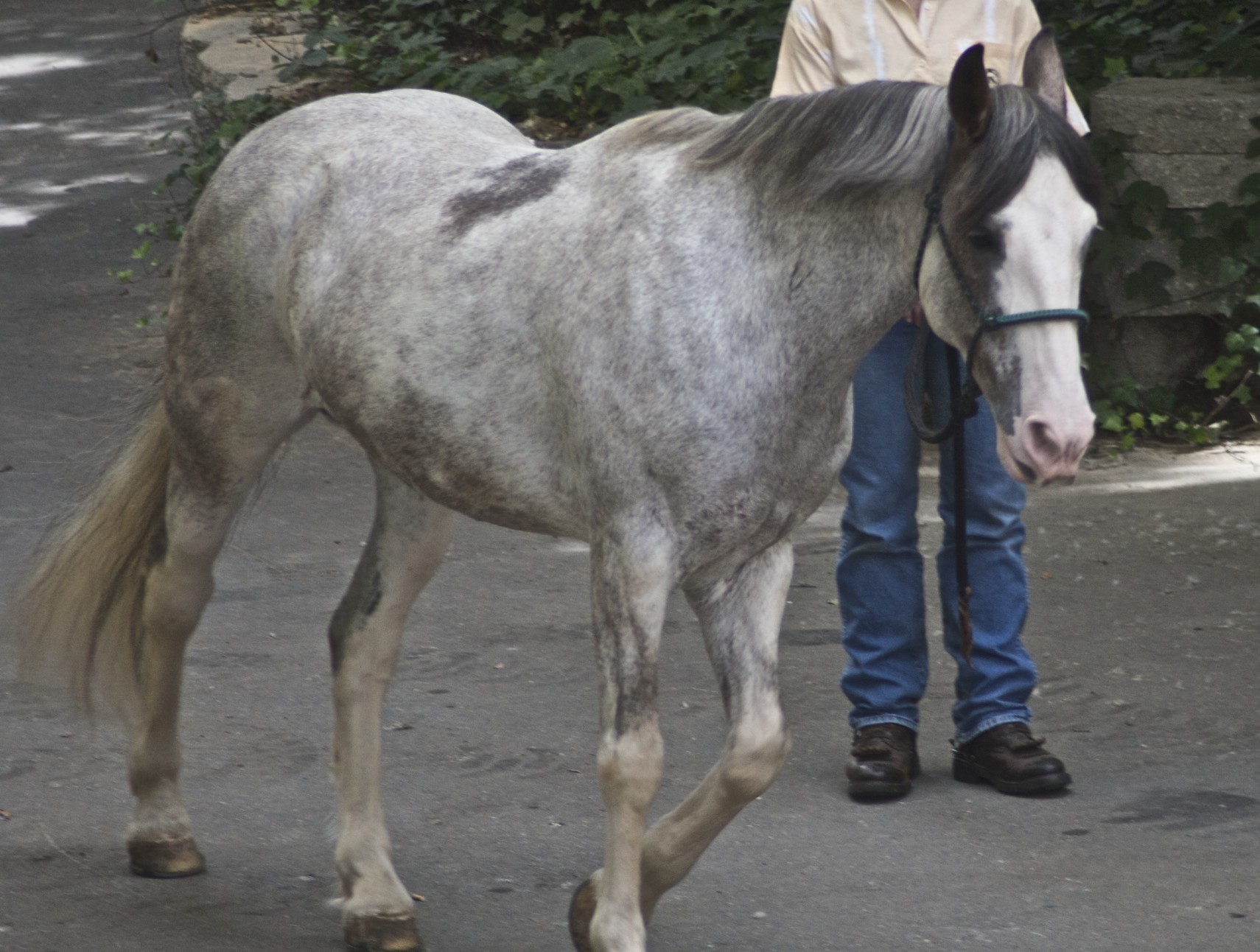
Sabino + rouan (non-évolutif).

Il diffère du capé, une autre robe rattachée au complexe léopard, par l'absence de « cape », les zones colorées étant au contraire définies au niveau des articulations. La confusion possible avec le « marbré », forme très rare du complexe léopard, est évitée grâce à la présence du marquage caractéristique en forme de V sur la tête chez le marmoré.

## Génétique
Le marmoré se rattache au complexe léopard (LP),, un gène de robe du cheval à dominance incomplète. Il en constitue l'une des expressions phénotypiques, avec les autres formes capé, léopard, givré, flocon de neige, marbré, et few spots,.
Les chevaux homozygotes sur le gène léopard étant toujours rattachés aux expressions phénotypiques de ce gène dites « capé » et « few spot », les chevaux marmoré sont tous hétérozygotes sur le complexe léopard, ce qui correspond à la notation génétique LPLP. Le complexe léopard était un temps soupçonné d'être dû au gène KIT, hypothèse infirmée en 2001. Comme toutes les autres expressions du complexe léopard, le marmoré est vraisemblablement dépendant d'un unique et simple gène dominant, situé sur le chromosome 1 du cheval (ECA1), identifié en 2004 par R. B. Terry et ses collègues, mais découvert au préalable par Dan P. Sponenberg en 1990. Les mécanismes génétiques à l'origine de l’extension du blanc et des particularités phénotypiques du marmoré restent à découvrir.
Le marmoré peut s'hériter de parents porteurs d'autres formes d'expression phénotypiques du complexe léopard.
L'expression phénotypique marmorée du complexe léopard se caractérise génétiquement par la perte de la synthèse des pigments sur une surface corporelle de plus en plus étendue au fur et à mesure que le cheval prend de l'âge.

## Santé
Les chevaux marmorés étant hétérozygotes LPLP, ils ne sont à priori pas affectés par la cécité nocturne congénitale stationnaire, qui ne touche que les animaux homozygotes,,.

## Culture
D'après Amélie Tsaag Valren, la jument Flaebehoppen, à l'origine de la race des Knabstrup et décrite comme rouan, était vraisemblablement marmorée.
Un cheval marmoré est cité dans le roman d'Aaron Gwyn La Quête de Wynne (Wynne's War: A Novel en version originale).